# Dorfkirche Oehrenstock

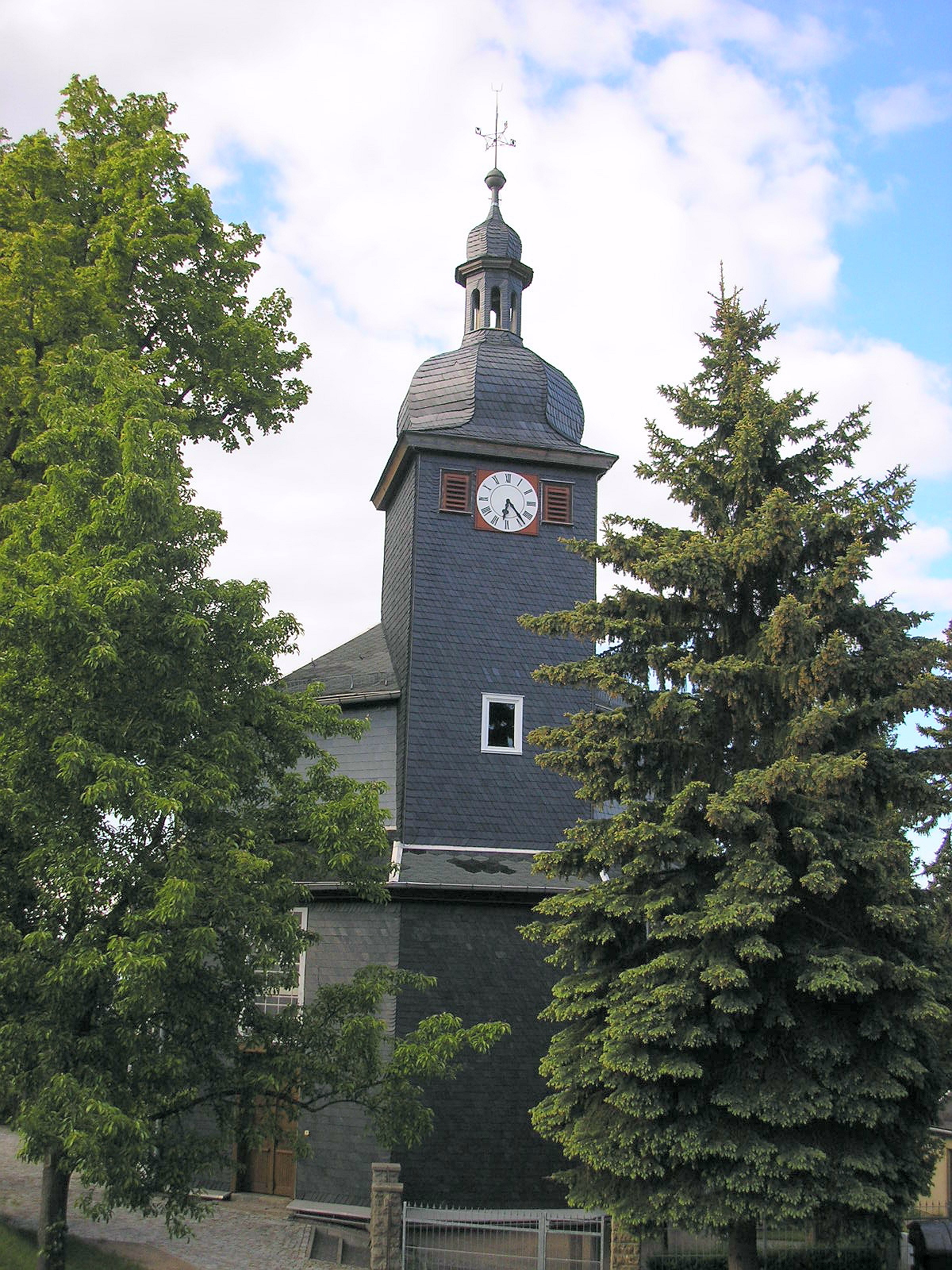
Die Kirche

Die Dorfkirche Oehrenstock steht im Ortsteil Oehrenstock der Stadt Ilmenau im Ilm-Kreis in Thüringen. Sie gehört zur Kirchengemeinde Ilmenau im Kirchenkreis Arnstadt-Ilmenau der Evangelischen Kirche in Mitteldeutschland.

## Geschichte
Am 13. Mai 1737 schenkte der Fürst von Schwarzburg-Rudolstadt der Kirchgemeinde das Baugelände. Am 11. Oktober 1739 wurde die Kirche mit der Obrigkeit, den Gläubigen und Bürgern eingeweiht.
Der Kirchturm trug anfangs nur die Turmuhr. Bereits 1728 erhielt die Kirchgemeinde eine eigentlich für Lehmannsbrück vorgesehene Glocke als Geschenk. Sie wurde nach Fertigstellung des Baus angebracht. Da beim Läuten das Kirchendach beschädigt wurde, baute man ein Glockenhaus, Richtfest war am 8. Juli 1800. Zwei Glocken kamen hinzu. Im gleichen Jahr wurde die Orgel aus Gorsleben gekauft.
Im Zuge einer ersten Renovierung wurden Wände und Himmel gestrichen und neue Fenster eingebaut. Ein Kronleuchter wurde gekauft, silberne Abendmahlgefäße stiftete der Fürst.
Am 20. Mai 1921 schlug der Blitz in den Kirchturm ein. Der Turm musste neu gebaut werden und erhielt nun eine Blitzschutzanlage.
1957 nahm die Firma Ressel aus Ilmenau die Neueindeckung des Kirchendachs mit Schiefer vor.
1962 erfolgte der Abriss des Glockenhauses und 1965 der Neubau eines Glockenturms unterhalb der Kirche auf dem Friedhof.
Nach der 1987 bis 1990 erfolgten zweiten großen Renovierung fand am 29. April 1990 fand die feierliche Einweihung statt.